# Luisa Sydlik
Luisa Sydlik (* 24. Dezember 1996 in Berlin) ist eine deutsche Volleyballspielerin.

## Karriere
Luisa Sydlik stammt aus einer Volleyballfamilie, ihre Mutter Kathrin und ihre Schwester Sandra spielen ebenfalls Volleyball. Sie spielte beim Berliner Verein SG Rotation Prenzlauer Berg, bevor sie in die Fördermannschaft des VC Olympia Berlin berufen wurde. Dort wurde sie als Zuspielerin in der Saison 2013/14 souverän Zweitligameister. Im folgenden Jahr spielte sie mit dem VCO in der 1. Volleyball-Bundesliga. Für die Play-offs wurde sie vom SC Potsdam als zweite Zuspielerin verpflichtet. 2016 wechselte Sydlik zu Hofstra Pride im US-amerikanischen Bundesstaat New York.